# Торохтій Богдан Григорович
Богдан Григорович Торохтій (нар. 9 червня 1984, м.Кропивницький, Кіровоградська область, УРСР) — український політик. Народний депутат України 9-го скликання від партії Слуга народу, № 105 у списку. Член Комітету Ради з питань правової політики.
Голосував за закон України 12414, який був ухвалений з порушенням Регламенту Верховної Ради України та підпорядкував НАБУ та САП Генеральному прокурору.

## Освіта
У 1991 році вступив до загальноосвітньої школи № 18 м. Кіровограда (нині — м. Кропивницький), через зміну місця проживання перевівся в загальноосвітню школу № 32 м. Кіровограда (нині — м. Кропивницький). Закінчив школу у 2002 році.
Закінчив Київський національний університет внутрішніх справ України (юридичний факультет) (від 27 серпня 2010 року № 1709-р КНУВС реорганізовано в Національну академію внутрішніх справ) за спеціальністю «Правознавство».
Закінчив магістратуру Дніпропетровського регіонального інституту державного управління Національної академії державного управління при Президентові України за спеціальністю «Державне управління».

## Діяльність
2007—2008 — ТОВ «Арт-Вега», юрист
2008—2009 — Управління державної служби Головного управління державної служби України (від 18 липня 2011 року — Національне агентство України з питань державної служби) в Кіровоградській області, юрисконсульт. При вступі на конкурсі набрав максимальний результат серед учасників.
2009—2010 — Управління державної служби Головного управління державної служби України (від 18 липня 2011 року — Національне агентство України з питань державної служби) в Кіровоградській області, завідувач сектору реалізації державної політики в сфері державної служби та місцевого самоврядування
2011—2011 — ТОВ «ДПЗКУ-МТС», менеджер з питань регіонального розвитку
2012—2012 — Державна інспекція сільського господарства України в Кіровоградській області, провідний юрисконсульт
2012—2015 — Державна інспекція сільського господарства України в Кіровоградській області, завідувач юридичним сектором
2017—2019 — Філія ПАТ «Державної продовольчо-зернової корпорація України» «Одеський зерновий термінал», юрисконсульт
З серпня 2019 — народний депутат IX скл. у Верховній раді України, член Комітету з питань правової політики. 10 серпня 2023 року виключений з фракції Слуга народу.

### Після повномасштабного вторгнення
Попри заборону чоловіків виїздити за кордон під час воєнного стану в серпні 2022 року їздив з візитом до дружини у Болгарію.

## Розслідування
За даними розслідувачів, 2022 року дружина Торохтія Аліна Левченко купила квартиру та приміщення у курортному місті Єленціте в Болгарії, а також квартиру та паркомісце в Києві.

## Родина
- Батько — Торохтій Григорій Олександрович, 1961 р.н., пенсіонер МВС, підприємець
- Мати — Торохтій Алла Борисівна, 1964 р.н., підприємець
- Дружина  — Аліна Віталіївна Левченко. (донька футбольного тренера Віталія Левченка, з лютого по 27 червня 2023 року[13] — радниця генерального директора ДП Антонов)[14]
- Доньки: Торохтій Олександра Богданівна, 2014 р.н. та Торохтій Катерина Богданівна, 2020 р.н.